# Masja Dessau
Masja Charlotte Dessau (født 2. november 1955) er en dansk skuespiller og psykolog. Hun stoppede skuespillerkarierren i 1986 og blev psykolog.

## Familie
Masja Dessau er datter af Bente og Frederik Dessau, og har to børn. I 1980'erne var hun gift med Bille August.

## Filmografi
- Weekend (1962)
- Den dobbelte mand (1976)
- Julefrokosten (1976)
- Nyt legetøj (1977)
- Slægten (1978)
- Rend mig i traditionerne (1979)
- Det parallelle lig (1982)
- Take it Easy (1986)

### Tv
- Fader min (1975)
- John, Alice, Peter, Susanne og lille Verner (1975)
- Louises hus (1977)
- Matador afsnit 10 (1979)
- Anthonsen afsnit 2 (1984)